# Periplaneta stygia
Periplaneta stygia es una especie de cucaracha, un insecto blatodeo de la familia Blattidae.

## Taxonomía
Fue descrito por primera vez en 1909 por Shelford. 